# TAM (электросвязь)
TAM (англ. Telecom Application Map), в электросвязи — карта приложений для предприятия телекоммуникационной отрасли, разработанная ассоциацией TM Forum. Предоставляет референтную модель группировки процессов и классов прикладного программного обеспечения в рамках концепции NGOSS, позволяющую, в частности, встраивать в концепцию NGOSS различные прикладные программные продукты.
TAM выделяет семь раздельных функциональных ниш (англ. domain) верхнего уровня для пакетов прикладных программ на предприятии электросвязи:
- управление сбытом и маркетингом (англ. sales and marketing management);
- управление продуктами и услугами (англ. product management);
- абонентское обслуживание (англ. customer management);
- сервисное обслуживание (англ. service management);
- управление ресурсами (англ. resource management);
- управление взаимоотношениями с поставщиками и партнёрами (англ. supplier/partner management);
- управление предприятием (англ. enterprise management).

Предполагается, что при выстраивании стратегии прикладных информационных технологий оператором связи в соответствии с TAM, в каждую из функциональных ниш может быть встроено любое приложение вне зависимости от поставщика, если оно разработано в согласовании со стандартами eTOM и SID (также разработанными TM Forum).
В поздних документах TM Forum используется также термин прикладной каркас (англ. application framework) для обозначения TAM.